# Рокси Мюзик
Рокси Мюзик (на английски: Roxy Music) е английска арт рок група, сформирана през 1971 г. от Брайън Фери, който става неин главен вокал и основен композитор, и бас китариста Греъм Симпсън. Другите членове са Фил Манзанера (китара), Анди Макей (саксофон и обой) и Пол Томпсън (барабани и перкусии). Сред бившите членове са Брайън Ино (синтезатор и „третиране“) и Еди Джобсън (синтезатор и цигулка). Макар че групата прекъсва дейността си през 1976 и отново през 1983, те се събират отново за турне през 2001 г., и концертират от време на време оттогава. Въпреки 18-годишната пауза между дейността си, Рокси Мюзик никога не се разпадат официално. Фери често използва много членове на Рокси като студийни музиканти за соловите си творби.
Рокси Мюзик постига масов и критически успех в Европа и Австралия през 70-те и началото на 80-те, като началото е поставено с дебютния им албум Roxy Music (1972). Групата е с голямо влияние, и е износител на по-експерименталния, музикално богат елемент на глема, както е и значимо влияние върху ранния английски пънк рок. Те са образец за много ню уейв групи и експерименталните електронни групи от началото на 80-те. Отличава се с визуалната и музикалната си култура и внимание към стила и бляскавостта. Фери и съоснователят Ино имат влиятелни солови кариери, като вторият е един от най-значимите музикални продуценти и сътрудници от края на 20 век. Списание Ролинг Стоун поставя Рокси Мюзик под номер 98 в класацията „Вечните – 100-те най-велики творци на всички времена“.
Музиката им е повлияна от други британски творци, като Бийтълс, Ролинг Стоунс, Кинкс, Ху, Прити Тингс, Пинк Флойд, Криейшън, Муув, Трафик, Дейвид Бауи, Кинг Кримсън и Елтън Джон, както и от американските им колеги като Литъл Ричард, Елвис Пресли и Велвет Ъндърграунд.
Последният студиен албум на групата е Avalon (1982). През 2005 г. започват работа по нов студиен албум, който щеше да бъде техният девети подред, както и първият от 1973 г. с Брайън Ино, който пише две песни за него и свири на кийборд. Брайън Фери обаче потвърждава, че материалът от тези сесии ще бъде издаден като негов солов албум, а Ино свири на "няколко песни, и не смята, че някога отново ще запишат албум като Рокси Мюзик. Албумът в крайна сметка става известен като Olympia (2010).